# Buck Ewing
William Ewing (Hoagland, Ohio, 17 de octubre de 1859-Cincinnati, Ohio, 20 de octubre de 1906), más conocido como Buck Ewing, fue un jugador profesional estadounidense de béisbol que se desempeñó en la posición de cácher en las Grandes Ligas de Béisbol (MLB). Es miembro del Salón de la Fama del Béisbol.

## Carrera
Ewing jugó como profesional tres temporadas en Troy Trojans (1880-1882), después pasó a New York Giants (1883-1892), luego a Cleveland Spiders (1893-1894), posteriormente a Cincinnati Reds, donde jugó tres temporadas (1895-1897), y fue el equipo en el que se retiró.

## Reconocimiento
En 1939, ingresó como miembro al Salón de la Fama del Béisbol.